# Haperowiec
Haperowiec, Hapeerowiec – wieżowiec położony w Katowicach przy ul. Sokolskiej 33, przez mieszkańców GOP potocznie zwany „Żyletą”.

## Historia
Budynek w projekcie określany jako „24-K”  został zaprojektowany w latach 1965-67 przez Juranda Jareckiego i Mariana Skałkowskiego, konstrukcję opracował Czesław Fazan z „Mostostalu” Zabrze. Zrealizowany w latach 1968-70 w stylu brutalizmu.
Posiada 24 kondygnacje. W chwili powstania był najwyższym drapaczem chmur w województwie katowickim i czwartym pod względem wysokości w Polsce.
Nazwa pochodzi od Hutniczego Przedsiębiorstwa Remontowego (HPR), które prowadziło budowę i było pierwszym dysponentem mieszkań. Współcześnie dom należy do Katowickiej Spółdzielni Mieszkaniowej.

## Architektura
Bryła wieżowca ma kształt smukłego prostopadłościanu z przewężeniem w połowie wysokości i elewacjach przeprutych loggiami. Pierwotnie utrzymany był w szaro-białej kolorystyce z pomarańczowymi akcentami użytymi w balustradach loggii, wyłożonych płytkami ceramicznymi.
Budynek o konstrukcji stalowej spawanej, wypełnionej (ściany) bloczkami PGS o boku 24 cm.
Wewnątrz zastosowano układ korytarzowy z klatkami schodowymi w skrajnych partiach. Pod budynkiem przewidziano dwie kondygnacje piwnic z komórkami lokatorskimi. 11 kondygnacja stanowi tzw. piętro sanitarne, mieszczące pomieszczenia techniczne z pompami pozwalającymi dostarczyć wodę na ostatnią kondygnację oraz pralnię, suszarnię, salę zebrań i niegdyś świetlicę-przedszkole. Na parterze ulokowano trzy pomieszczenia mieszczące pierwotnie dwa samoobsługowe sklepy ogólnospożywcze oraz kiosk „Ruchu”.
W budynku znajduje się 199 mieszkań, na ogół typu M-2 i M-4, ze ślepymi kuchniami. Zamieszkany jest przez około 330 osób.
Do wykończenia wnętrz zastosowano w pokojach popielate płytki PVC, w kuchniach beżowe, a w łazienkach lastriko. Wieżowiec obsługiwały dwie windy 6-osobowe i jedna 10-osobowa szwedzkiej firmy „Asea-Graham”.
W 2008 r. budynek został poddany termomodernizacji, zmieniono kolor elewacji na szaro-beżowy, zdemontowano ciężkie płyty balkonowe, zastępując je lżejszymi konstrukcjami.

## Dane techniczne
- Typ: blok mieszkalny
- wysokość: 80 m
- kondygnacje: 24
- Powierzchnia całkowita: 12 148 m²
- Powierzchnia użytkowa: 8329 m²
- Kubatura: 42 261 m³

## Galeria zdjęć

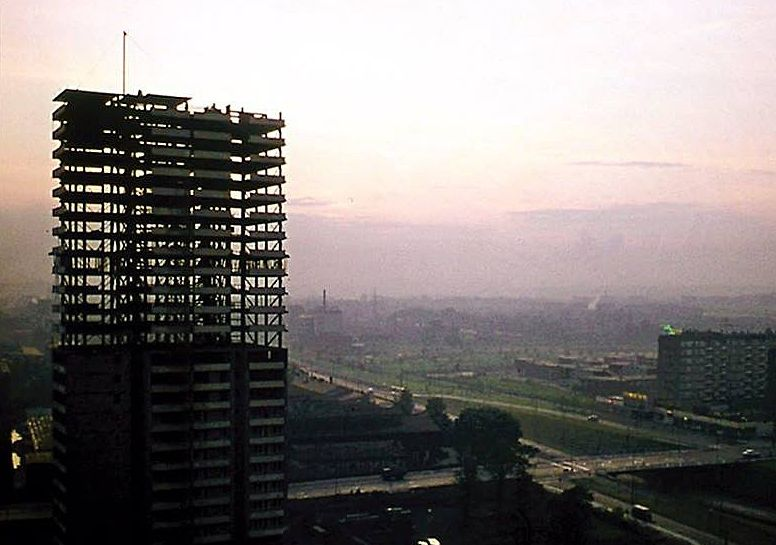
Konstrukcja stalowa wieżowca (1968)
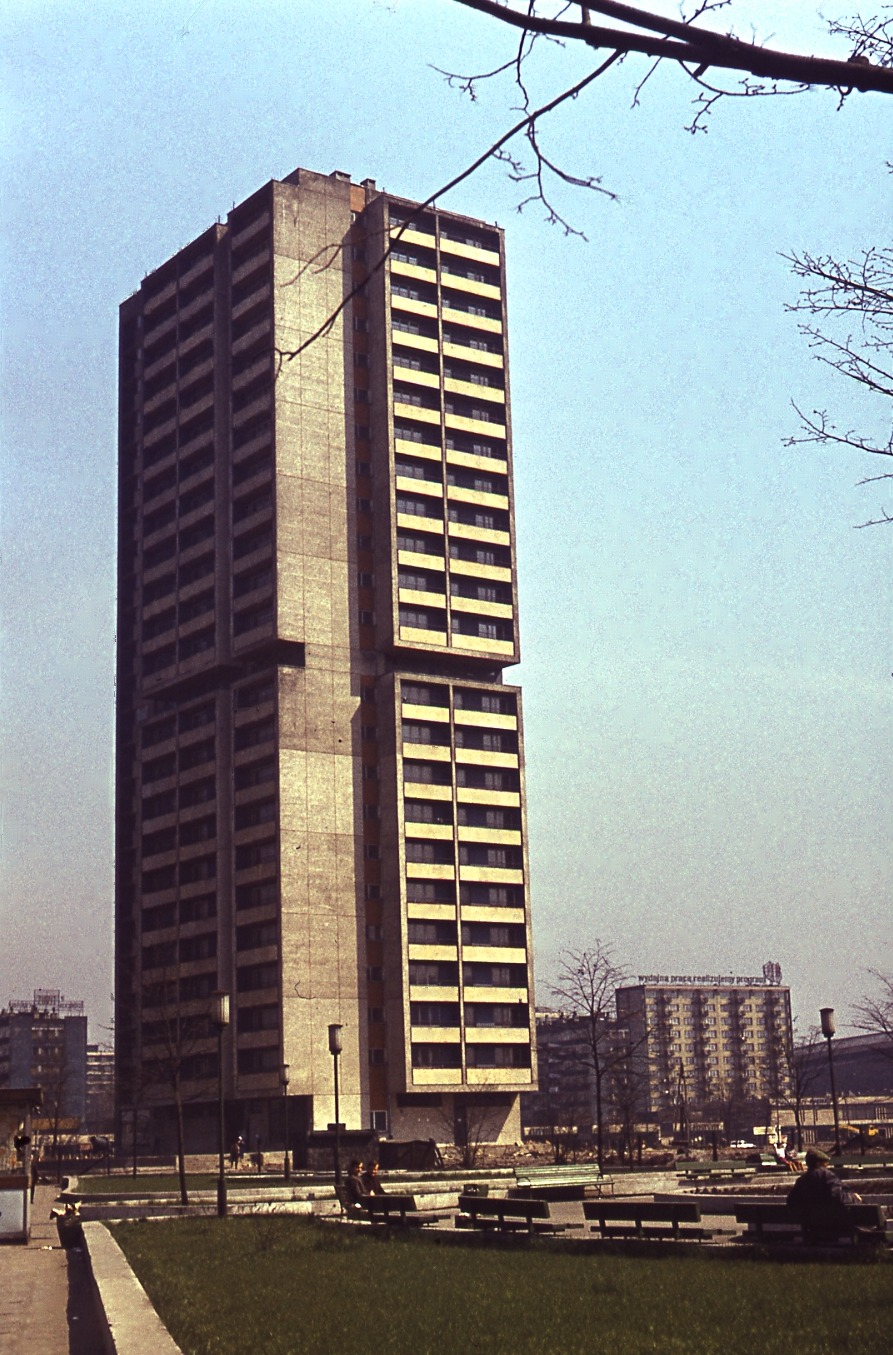
Elewacja pd-zach (1970)
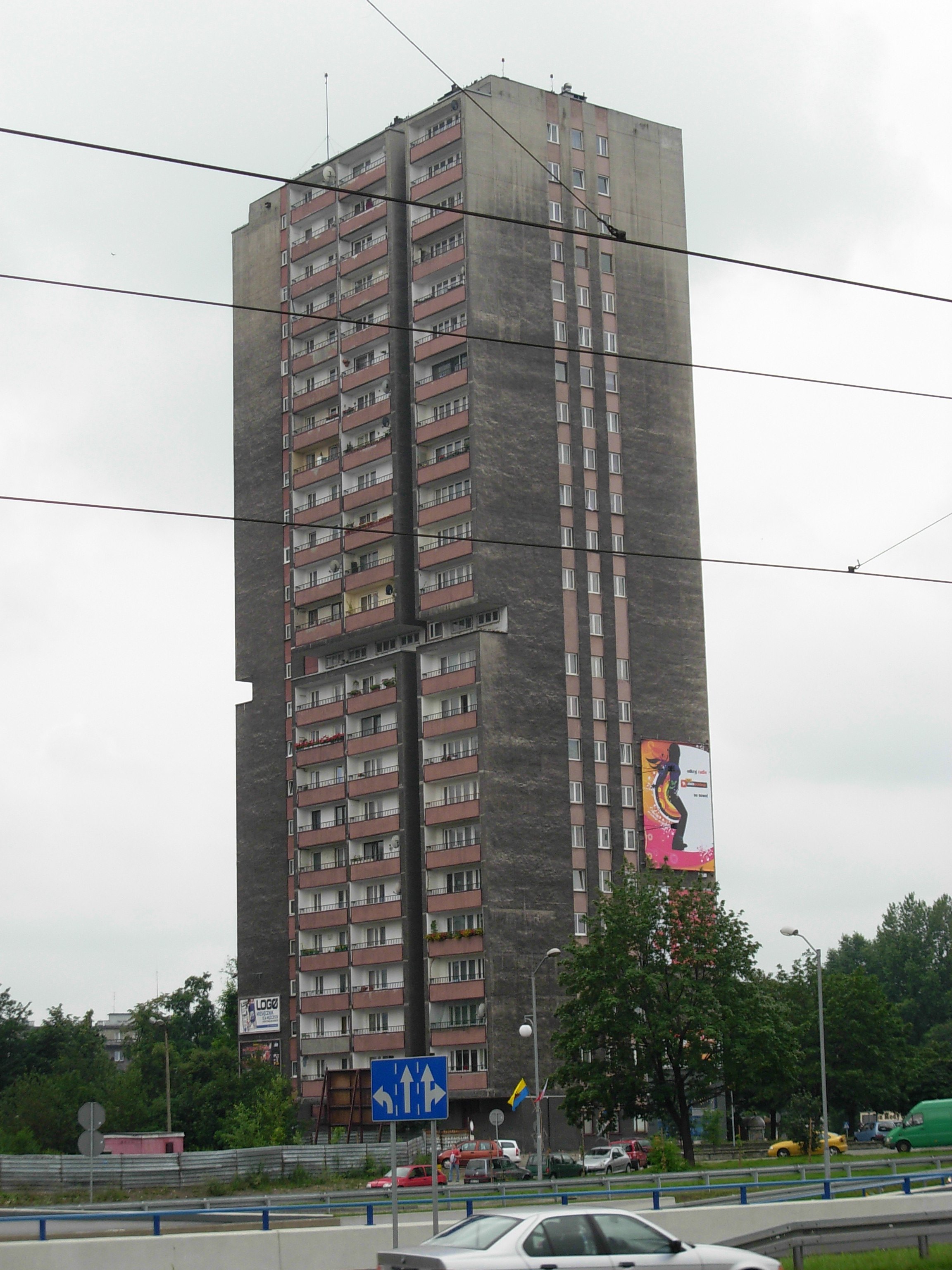
Widok ogólny (2007)